# Pylos (město)
Pylos (řecky Πύλος, do konce 19. století Νεόκαστρο/Neokastro, doslova Nová pevnost, italsky Navarino, je jméno zálivu a městečka na západním pobřeží Peloponésu, v regionu Messénie v Řecku. V současnosti je hlavním městem a také správní jednotkou okresu Pylos-Nestoras. Město má 2 561 obyvatel, původní okres Pylia měl v roce 2001 celkem 5 402 obyvatel.
Město Pylos má bohatou historii, která sahá až do mykénského období. Bylo místem tří významných vojenských bitev:
- Bitva u Pylu a bitva u Sfakterie v roce 425 př. n. l. během peloponéské války
- Bitva u Navarina v roce 1827 během Řecké války za nezávislost.

## Dějiny
Pylos se zmiňuje již v Homérově Iliadě jako sídlo krále Nestóra. Podle Homéra patřil Nestor k nejstarším účastníkům trojské války a proto si ho Achájové velmi vážili. Vystupoval vždy rozvážně a umírněně.
V roce 1952 archeologové Carl Blegen a Konstantinos Kuruniotis objevili na břehu mořské zátoky rozsáhlý palác z doby bronzové, který určili jako Nestorův palác. V Pyle se našly i tabulky s lineárním písmem B, které svědčí o vojenském nebezpečí na konci 13. století př. n. l. Podle těchto tabulek bylo území města a mořské pobřeží rozděleno na asi deset vojenských sektorů, kterým veleli jednotliví vojenští náčelníci a tím byly přiděleny určité vojenské jednotky a bojové vozy.

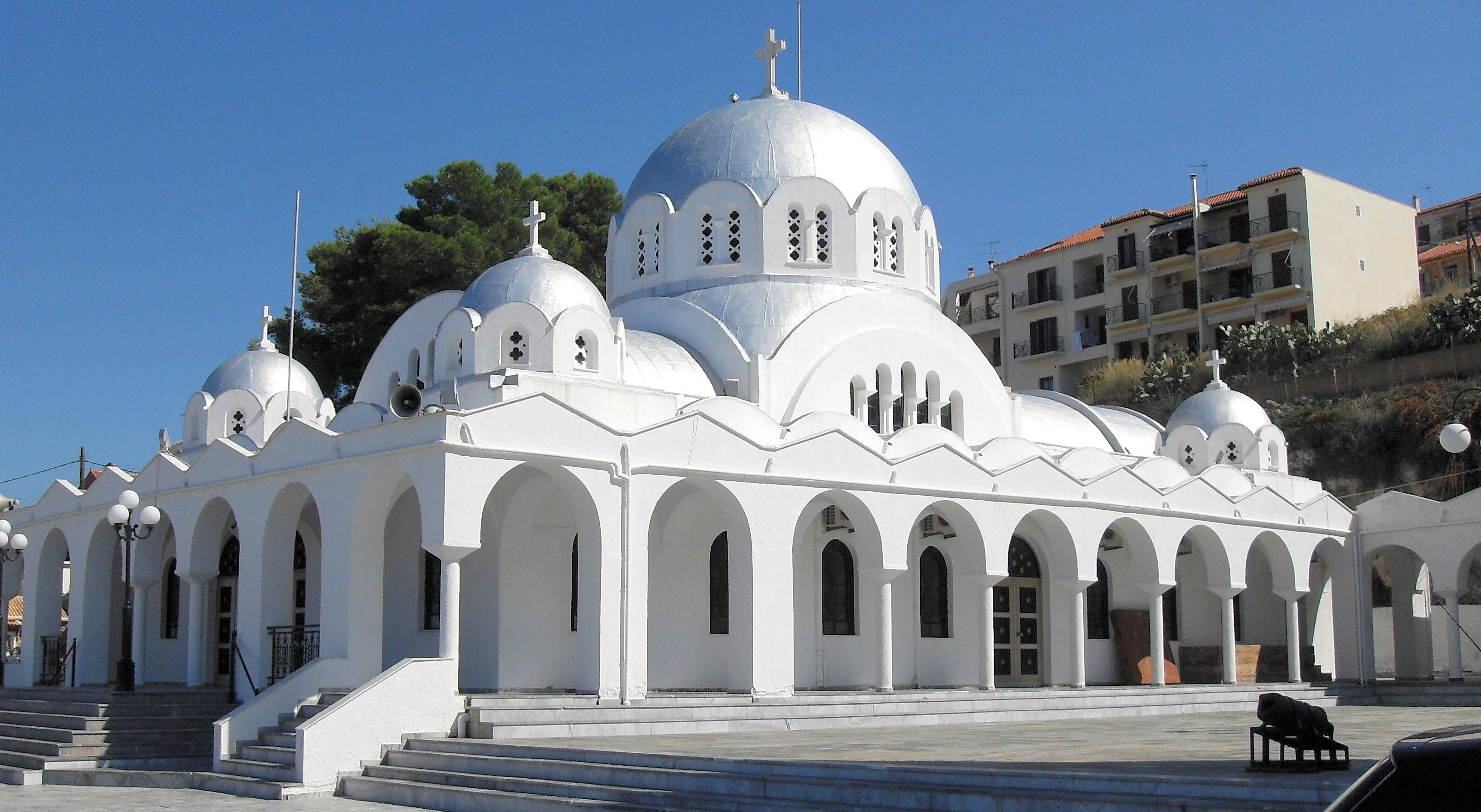
Kostel Nanebevzetí Panny Marie ve městě Pylos

V klasickém starověku význam města upadl, patřilo pod spartský vliv. V 6. stol. se město nazývalo Zonklos, ale ve stejné době bylo vypleněno Avary a Slovany. Od té doby se nazývá Navarino, od řeckých slov Neo Avarin, tedy nové Avarovo. Takto se město jmenovalo i za benátské nadvlády, kdy se význam zvýšil a pokračoval i během turecké správy. Turecký cestovatel Evlija Čelebi v 16. století ve svých cestopisech uváděl, že město má pěkné velké náměstí, kde se scházejí obyvatelé a hrají různé stolní hry a celé město je ve stínu stromů a keřů. V 19. století, během Řecké války za nezávislost, město osvobodili řečtí revolucionáři, bratři Jeorgakis a Nikolaos Ikonomidisové. Podařilo se jim to nicméně jen na krátkou dobu; brzy jej obsadil Ibrahim Paša a v konečné námořní bitvě u Navarina byli Turci zničení společnými silami některých evropských mocností. Po osvobození byl městu vrácen starověký název Pylos.